# Menke-Planetarium

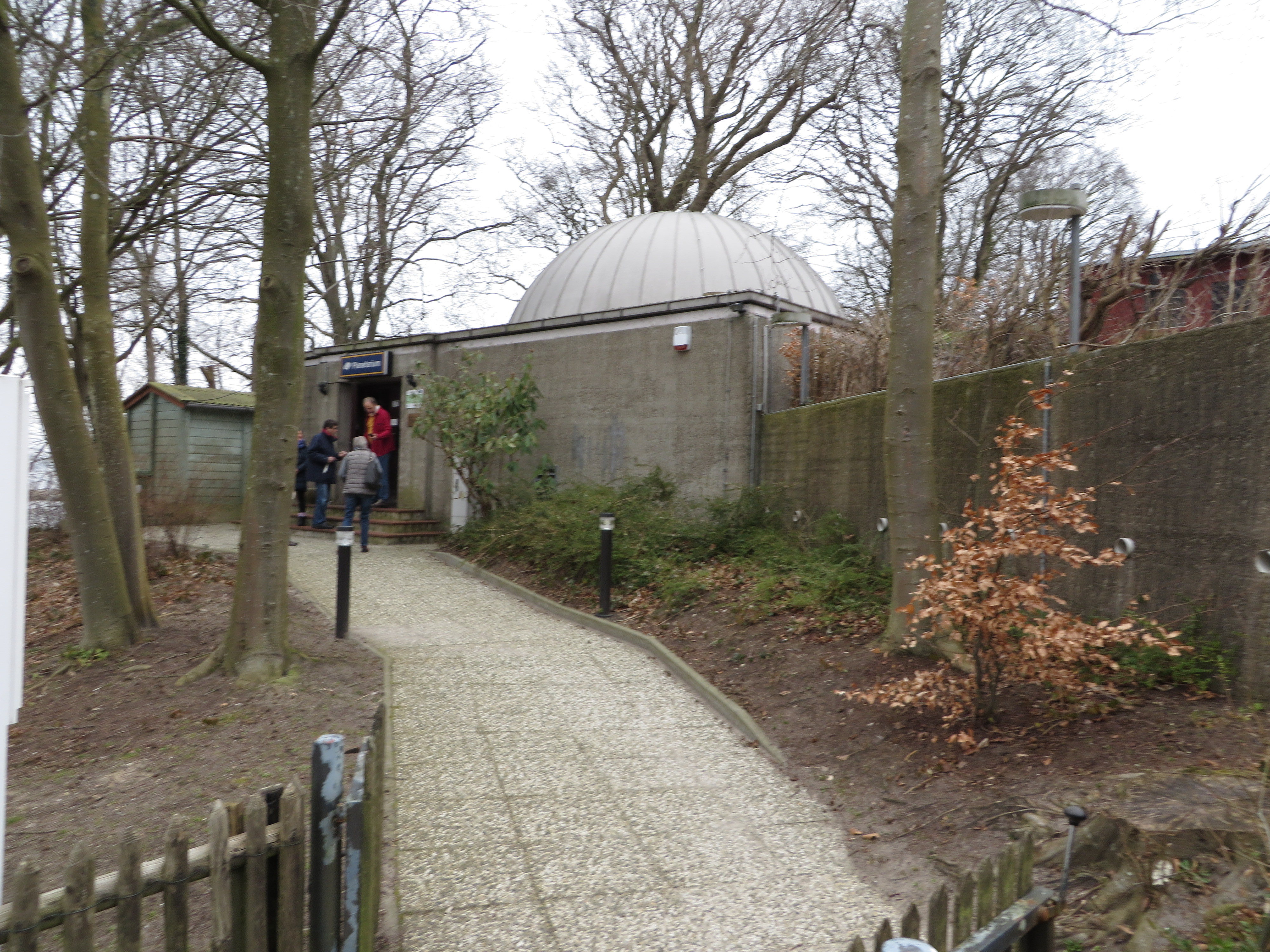
Menke-Planetarium (Foto 2015)

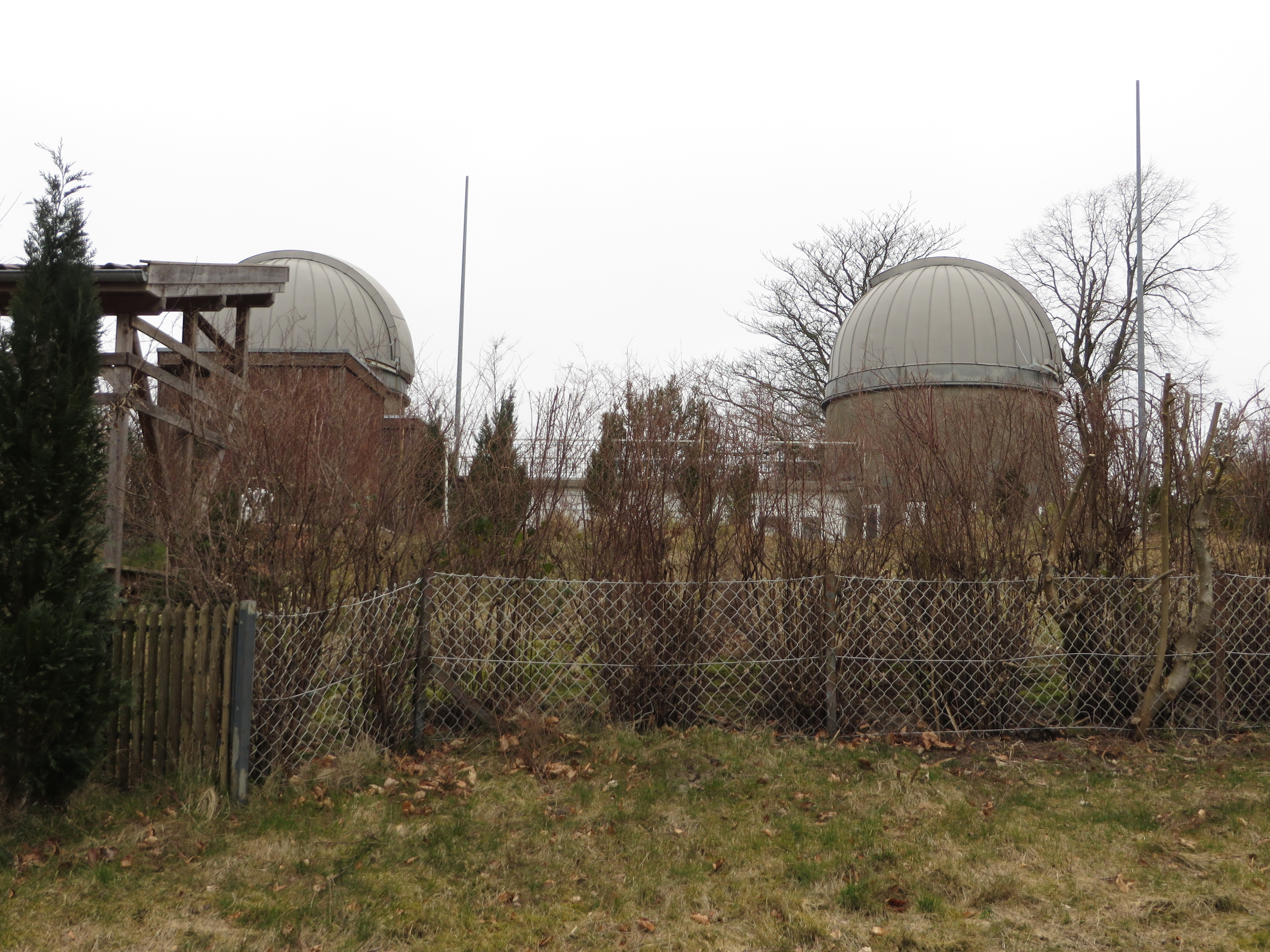
Die angrenzende Menke-Sternwarte (Foto 2015)

Das Menke Planetarium befindet sich im Glücksburger Stadtteil Sandwig am Rande vom Quellental in der Fördestraße 37, nicht zu verwechseln mit der Fördestraße im benachbarten Mürwik. Das nördlichste Planetarium Deutschlands, das seit 1969 besteht, wird seit dem Jahr 1995 von der Flensburger Fachhochschule betrieben. Die Forschungsanlage wurde um 2017 als Kulturdenkmal eingetragen.

## Hintergrund
Das Planetarium wurde Mitte der 1960er Jahre von dem Physiker Josef Ferdinand Menke errichtet und 1969 in Betrieb genommen. Gleichzeitig ließ der Wissenschaftler neben dem Planetarium eine Sternwarte errichten. Von Beginn an wurde das Planetarium für Schulveranstaltungen und öffentliche Veranstaltungen für Erwachsene genutzt. In den 1960er bestand auch schon das Planetarium der Marineschule Mürwik auf dem Stützpunkt Flensburg-Mürwik. Es wurde offenbar in der Zeit des Zweiten Weltkrieges eingerichtet. Menke gehörte gleichzeitig die Elektro Optik GmbH & Co. KG, die sich im heute noch existierenden, benachbarten Gebäude in der Fördestraße 35 befand. Die Sternwarte hinter dem Gebäude diente primär der Firma, die dort Messgeräte erprobte und astronomische Beobachtungsprogramme durchführte. In Menkes Firma entstanden verschiedene Infrarot-Projekte. Der Infrarotspezialist Josef Menke gilt heute als deutscher Vater der Infrarot-Technik. In mehr als 50 Jahren beteiligte er sich an zahlreichen Infrarotprojekten in Deutschland und dem Ausland. In seiner Firma wurden IR-Projekte für andere Sternwarten entwickelt und bearbeitet. So wurden IR-Kameras als Prototypen entwickelt und zur Serienproduktion an namhafte Elektronikfirmen im In- und Ausland verkauft. Die Elektro Optik GmbH & Co. KG stellte ihren Geschäftsbetrieb 1997 ein, weil ihr Gründer 1995 verstorben war. Bis dahin war die Firma weiter im Betrieb und arbeitete verschiedene Projekte ab. Das Firmengebäude dient heute primär als Wohngebäude.
In den 1990er Jahren blieb das Planetarium offenbar zunächst für einige Zeit für die Öffentlichkeit geschlossen. Josef Menke erreichte am 21. April 1995 sein 82. Lebensjahr. Doch kurz darauf am 16. Mai 1995 verstarb er. Nach seinem Tod wurde das Planetarium nicht von der Stadt Glücksburg übernommen. Seit November 1995 durfte die Flensburger Fachhochschule die Anlage betreiben. Sie verblieb jedoch noch eine Weile im Privatbesitz der Erben. Im Jahr 2000 stifteten Menkes Erben das Planetarium mit Sternwarte der Fachhochschule. Am 1. Oktober 2000 wurde die Anlage aus dem Privatbesitz der Familie Menke gelöst und offiziell der Fachhochschule übereignet. Nach Menkes Tod übernahm zunächst Uwe Roose vom Institut für Physik an der FH Flensburg die Leitung des Planetariums. Am 27. April 2006, also wenige Tage nach dem Geburtsdatum Menkes, feierte die Fachhochschule das 10-jährige Jubiläum der Wiedereröffnung des Menke-Planetariums. 2008 übernahm der Diplom-Ingenieur der Flensburger Fachhochschule Rainer Christiansen die Leitung des Planetariums. Zum Jahreswechsel 2018/19 gab die Hochschule Flensburg die Sternwarte und das Planetarium an die Familie Menke/Jargstorf zurück. Möglich wurde dies durch eine entsprechende Klausel im Schenkungsvertrag. Das Planetarium wird durch die Hochschule Flensburg auf Basis eines Mietvertrages weiter benutzt.
Ungefähr zeitgleich mit der Übernahme des Planetariums durch die Fachhochschule im Jahr 1996 wurde der Förderverein Sternfreunde Flensburg/Glücksburg e. V. gegründet. Seitdem hilft der Verein dabei mit, die Anlage zu erhalten und zu betreiben. Auch die Sternwarte wird heute von den Sternfreunden genutzt. Sie dürfen die dortigen Teleskope und sonstigen Geräte unentgeltlich verwenden. Im Jahr 2019 zählte der Verein 120 Mitglieder.

## Ausstattung und technische Details

### Planetarium
Die Planetariumskuppel hat einen Durchmesser von sechs Metern. Der Planetariumssaal beherbergt 50 Besucherplätze. Das Planetarium nutzte ursprünglich einen klassischen Projektor. 2011 wurde dieser durch eine Ganzkuppel-Video-Projektionsanlage des Unternehmens Evans & Sutherland ersetzt (vgl. David Evans und Ivan Sutherland). Das Digistar 7 System von Evans & Sutherland besteht aus drei zusammengeschlossenen Hochleistungsrechnern und zwei HD-Projektoren, die in Echtzeit über vier Millionen Bildpunkte auf die Planetariums-Kuppel werfen können. Der besagte Umbau wurde mit Hilfe europäischer Förderungsgelder realisiert. Der ursprüngliche Projektor, ein Zeiss ZKP 1, ist zwar noch vorhanden, wurde aber 2011 ausgebaut. Dieser Projektor wird z. Zt. in den Niederlanden restauriert, um dann zu besonderen Anlässen der Öffentlichkeit vorgeführt zu werden. An der Restaurierung sind die Fachleute beteiligt, die das Zeiss-Planetarium Modell I Baujahr 1924, 2018 erfolgreich wieder zum Leben erweckt haben. Das Zeiss-Planetarium Modell I war durch einen Brand 1976 im Museon in Den Haag schwer beschädigt worden. Das benachbarte Planetarium der Marineschule Mürwik nutzt weiterhin einen konventionellen, leuchtintensiveren Projektor Zeiss ZKP4.

### Menke-Sternwarte
Die Sternwarte liegt hinter dem Planetarium auf einer nebenliegenden Anhöhe. Die Sternwarte besitzt zwei Beobachtungstürme. Im ersten Beobachtungsturm befindet sich das kleine Teleskop, ein modernes Meade LX200 GPS Schmidt-Cassegrain-Teleskop, mit einem Spiegeldurchmesser von ungefähr 40 cm. Das Teleskop ist über einen Computer steuerbar. Die gewonnenen Daten sind außerdem über den Computer auswertbar. Im zweiten Beobachtungsturm befindet sich das größere Teleskop der Sternwarte, ein Schiefspiegler mit einem Spiegeldurchmesser von 60 cm und einer Brennweite von 8,90 m (~ f/15). Dieser Tri-Schiefspiegler wurde von Anton Kutter, einem deutschen Maschinenbauingenieur, Regisseur und Amateurastronomen, entworfen und von der Firma Rademacher gebaut. Es handelt sich um den größten Kutter-Tri-Schiefspiegler, der je gebaut wurde. In Biberach, dem Geburts- und Wohnort von Anton Kutter finden Treffen der Kutter-Schiefspiegler-Gemeinde statt. Das letzte war 2018. Neben der Sternwarte befindet sich ein Coelostat. Diese Anlage zur Himmelsbeobachtung besteht aus dem verschiebbaren Süd-Gebäude mit dem Beobachtungsgerät, einem 12-Zoll-Coelostat Bauart Jensch, zur Nachführung wegen der Erdrotation und der Möglichkeit, Spiegel für Messungen zu montieren. Im Nord-Gebäude können verschiedene Mess- und Beobachtungsgeräte eingesetzt werden. Beide Gebäude sind mit einem Strahlengang verbunden.
Für astronomische Aufnahmen stehen des Weiteren einige Digitalkameras von Meade zur Verfügung.

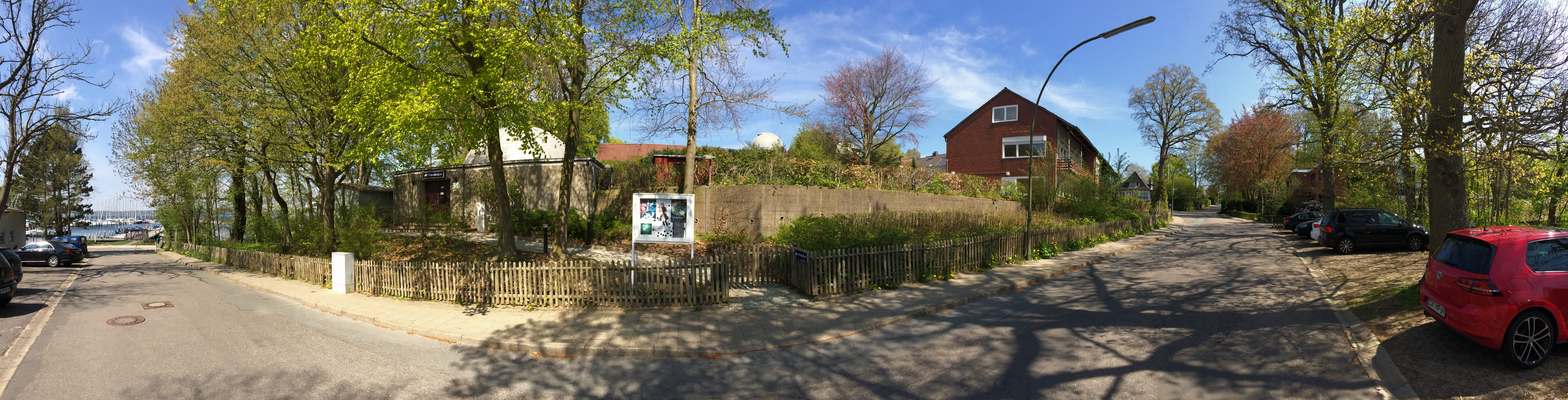
Panoramabild Menke-Planetarium und Menke-Sternwarte (3. Mai 2015)

## Veranstaltungen
Regelmäßig finden am Dienstag, Freitag und Samstag Veranstaltungen für Kinder und Erwachsene statt. Des Weiteren werden Sondervorführungen für Gruppen und Schulen angeboten. Das Planetarium soll so auch bei möglichen zukünftigen Studenten Neugier auf Astronomie und Naturwissenschaften erwecken. Für die Segler der Fördestadt bietet sich insbesondere das Thema Astronavigation an.
Ein astronomisches Ereignis, welches das Planetarium medial wie auch vor Ort begleitete, war beispielsweise die Sonnenfinsternis vom 20. März 2015.
Das Planetarium gehört heute zu den touristischen Attraktionen von Glücksburg. Jährlich zählt das Planetarium rund 10.000 Besucher.